# Santo Agostinho (Piero della Francesca)
Santo Agostinho é uma pintura a óleo de cerca de 1454-1469 de Piero della Francesca, mestre pintor italiano período da Alta Renascença, e que se encontra actualmente no Museu Nacional de Arte Antiga.
Este é o primeiro painel da esquerda do desmembrado e parcialmente disperso Políptico de Santo Agostinho que foi originalmente pintado para a antiga igreja agostiniana de Sansepolcro, a actual Igreja de Santa Clara.
A pintura representa Santo Agostinho que usando mitra e um rico pluvial em cuja estola surgem representados episódios do Novo Testamento segura com a mão direita um livro e com a esquerda o báculo.

## Descrição
Este painel é um dos mais ricos do Políptico de Santo Agostinho estando a veste do santo bispo decorada com figuras de santos e cenas da vida de Jesus criadas com extraordinário precisão. A mitra está decorada por um Redentor e alguns santos a meia figura. A estola tem dois pares de santos nos quadrados em volta do pescoço em que se reconhecem São João Evangelista, São Julião e São João Baptista, a que se seguem (de cima para baixo e da esquerda para a direita):
- Anunciação
- Natividade
- Fuga para o Egipto
- Apresentação no Templo
- Oração no horto
- Flagelação
- Crucificação
- Cena ao ar livre com figura vestida de vermelho (Deposição?) na última aba visível à direita.

Por fim, no fecho da estola, está um Cristo ressuscitado. Sob o precioso manto, o Santo usa a túnica negra da Ordem de Santo Agostinho.
A decoração das vestes de alguns santos-bispos com cenas religiosas também ocorre noutras obras de arte, como o Políptico Quaratesi de Gentile da Fabriano, ou o São Ludovico  do próprio Piero della Francesca, mas provavelmente baseou-se em vestes litúrgicas de grande valor da vida real.
As cenas do Novo Testamento pintadas na estola são particularmente importantes, pois revelam analogias com os frescos da Basílica de São Francisco de Assis (Arezzo), levantando a questão do papel desempenhado nesta pintura pelos colaboradores de Piero.
É extraordinário o nível dos vários detalhes, derivado do conhecimento da arte flamenga: desde o pesado damasco do pluvial, à transparência vítrea do bastão episcopal em cristal de rocha, desde as luvas de seda ao brilho das jóias. O rosto do santo é retratado com singularidade notável, o que pressupõe o estudo de um modelo real: o rosto mostra os sinais da idade, mas é firme e com um olhar intenso; a barba e os cabelos irsutos são tratados com extremo cuidado, com variações de tons que lhe dão um brilho quase prateado.
A figura do santo está caracterizada por uma forte plasticidade, sublinhada pela veste larga, e pelo uso de luz clara e límpida, sendo a atitude solene e composta, típica em Piero, caracterizada por um sólido equilíbrio geométrico.
O espaço pictórico está construído com extrema simplicidade: sobre uma base de cor terra, que em outros painéis se parece mais com um mármore manchado, está colocada uma balaustrada de mármore, além da qual se pode ver um céu azul. O uso de um fundo celestial, em vez do tradicional fundo dourado, é um sinal de modernidade, assim como a balaustrada com decorações clássicas, como frisos com palmas, pilastras coríntias e dentículos.

## Reconstituição hipotética doPolíptico de Santo Agostinho
|  |  |  |  |  |
|  |  |  |  |  |

## História
Este Políptico, que foi referido por Vasari, foi anteriormente julgado como pertencente à escola de Cima da Conegliano, mas foi atribuída a Piero della Francesca e relacionado com o Políptico de Santo Agostinho de Sansepolcro por Kenneth Clark. A pintura do Políptico foi contratada em 4 de outubro de 1454, e o último pagamento ocorreu a 14 de novembro de 1469.
O Políptico compunha-se originalmente por um painel central representando a "Virgem com o Menino", tendo de cada lado duas tábuas com a figuração de santos, sendo do lado esquerdo este Santo Agostinho e o São Miguel da National Gallery (Londres) e, no lado direito, o São João Evangelista da Colecção Frick de Nova Iorque e o São Nicolau Tolentino da Colecção Poldi Pzzoli, em Milão.
Relacionado provavelmente com a saída dos agostinianos da sua igreja original, o Políptico deve ter sido colocado numa posição secundária e acabou por ser desmembrado, tendo, no final do século XIX, aparecido no mercado de antiguidades e tendo o painel de Santo Agostinho sido comprado em Paris pelo coleccionador Henry Burnay em 1880-1890.

## Ligação externa
- «Página oficial». do Museu Nacional de Arte Antiga